# Kategorická logika
Kategorická logika je odvětví matematiky, v němž jsou nástroje a koncepty z teorie kategorií aplikovány na studium matematické logiky. Je pozoruhodná svými vazbami na teoretickou informatiku. V širším smyslu představuje kategorická logika syntaxi i sémantiku kategorií a interpretaci pomocí funktorů. Kategorická logika poskytuje bohaté koncepční pozadí pro konstrukce v logice a teorii typů. Obor je rozpoznatelný v tomto rámci přibližně od roku 1970.